# Hana -Mémento Mori-
Hana -Mémento Mori- (花 -Mémento-Mori-?) è un brano musicale del gruppo musicale giapponese Mr. Children, pubblicato come loro undicesimo singolo il 10 aprile 1996, ed incluso nell'album Shinkai. Il singolo ha raggiunto la prima posizione della classifica Oricon dei singoli più venduti in Giappone, vendendo 1 538 600 copie.

## Tracce
CD Singolo TFDC-28042
1. Hana -Mémento-Mori- (花 -Mémento-Mori-)

## Classifiche
| Classifica (1996) | Posizione più alta |
| ----------------- | ------------------ |
| Giappone (Oricon) | 1                  |